# Jawornik Graniczny

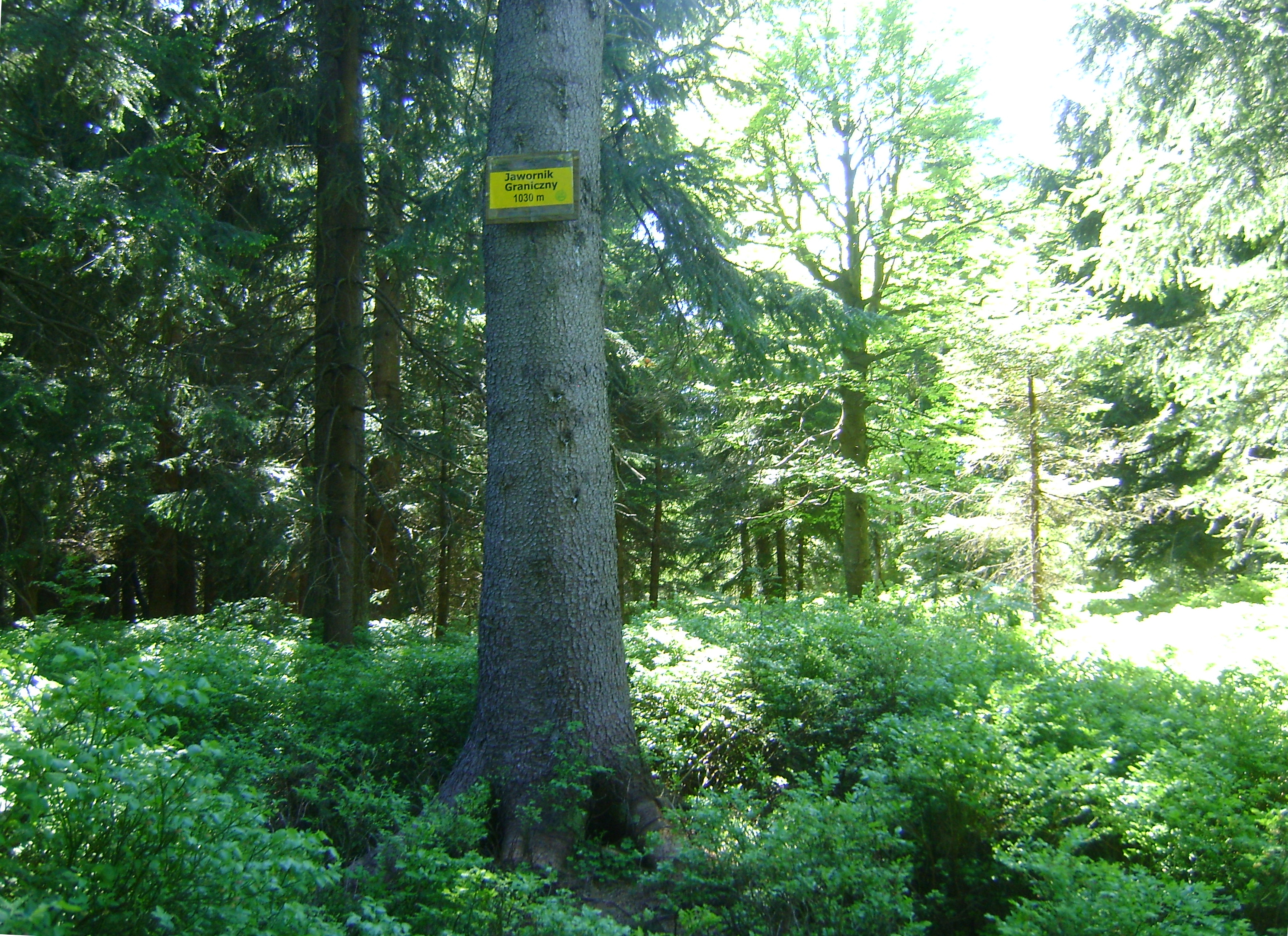
Tabliczka z nazwą wzniesienia

Jawornik Graniczny – wzniesienie o wysokości 1030 m n.p.m., w południowo-zachodniej Polsce, w Górach Bialskich, w Sudetach Wschodnich.

## Położenie
Wzniesienie położone jest w zachodnio-środkowej części Gór Bialskich w Sudetach Wschodnich, około 4,25 km na południowy zachód od południowej granicy małej wioski Bielice i 0,8 km do wzniesienia Rude Krzyże (czes. Kunčický hřbet ).

## Fizjografia
Graniczne wzniesienie o zróżnicowanych zboczach i rozległym płaskim wierzchołku. Charakteryzuje się wyraźnie podkreślonymi stromymi zboczami: południowym, wschodnim i zachodnim, regularną rzeźbą i urozmaiconym ukształtowaniem. Wzniesienie od strony wschodniej i południowej wyraźnie wydziela wykształcona dolina rzeczna potoku Kunčický potok. Zachodnia część wzniesienia położona jest na obszarze Śnieżnickiego Parku Krajobrazowego, a najwyższy punkt wzniesienia – na granicy polsko czeskiej. Wznosi się w grzbiecie odchodzącym na południowy zachód od Rudawca. Wyrasta kilka metrów ponad wierzchowinę z niemalże płaskiej grani granicznej, położonej między wzniesieniami Solec po zachodniej stronie i Rude Krzyże po północno-wschodniej stronie. Stanowi boczną, południowo-zachodnią, spłaszczoną kulminację rozległej wierzchowiny masywu Orlika. Zbocze południowe i wschodnie dość ostro opada do doliny potoku Kunčický potok, położonej po czeskiej stronie, a zbocze południowo-zachodnie schodzi do doliny potoku Prawa Widełka, dopływu Morawki. Zbocze północno-zachodnie o niewielkim spadku przechodzi w zbocze wzniesienia Rude Krzyże, a południowo-zachodnie zbocze wąskim, niemalże płaskim pasem granicznego grzbietu minimalnie opada w stronę miejsca, w którym granica skręca, przechodząc w zbocze wzniesienia Kopiec Wzgórze. Na zachodnim zboczu wzniesienia, w niewielkiej odległości od szczytu, wznosi się niższe o 49 m wzniesienie Solec. Położenie wzniesienia, kształt i wyraźnie podkreślona od strony wschodniej część szczytowa czynią wzniesienie rozpoznawalnym w terenie.

## Budowa
Wzniesienie w całości zbudowane ze skał metamorficznych, łupków łyszczykowych i gnejsów gierałtowskich. Szczyt i zbocza wzniesienia pokrywa niewielkiej grubości warstwa młodszych osadów glin, żwirów, piasków i lessów z okresu zlodowaceń plejstoceńskich i osadów powstałych w chłodnym, peryglacjalnym klimacie.	

## Roślinność
Wzniesienie w całości porośnięte naturalnym lasem regla dolnego, a w partiach szczytowych regla górnego. Zbocze wschodnie wzniesienia stanowi teren dziki i niecywilizowany, z rzadkimi gatunkami flory i fauny. Wzniesienie pod koniec XX wieku dotknęły zniszczenia wywołane katastrofą ekologiczną w Sudetach, obecnie w miejscach zniszczonego drzewostanu porasta świerkowy młodnik.	

## Ciekawostki
- Przez szczyt wzniesienia przebiega kontynentalny dział wód, oddzielający zlewiska Morza Bałtyckiego i Czarnego[1].

- Obszar wzniesienia stanowi teren dziki i niecywilizowany, z rzadkimi gatunkami flory i fauny.
- Wysokości wzniesień i przełęczy w rejonie Gór Bialskich i częściowo w Górach Złotych nie są dokładnie określone, materiały źródłowe oraz mapy podają różne wysokości różniące się nawet o kilka metrów.
- W bliskiej odległości od najwyżej położonego punktu wzniesienia stoi słupek graniczny nr III/53/19.

## Turystyka
Przez szczyt wzniesienia prowadzi  szlak turystyczny z Bielic, przez przełęcz Płoszczynę, na Śnieżnik, w większości prowadzący granicą polsko-czeską.